# Ana Colchero
Ana Colchero Argones (Veracruz, 9 de fevereiro de 1968) é uma atriz mexicana. Ana é filha de imigrantes espanhóis, o pai de Madrid, e a mãe de Barcelona. Ela é a mais velha de quatro irmãos, Fernando, Arantxa e Patricia. Ela casou no ano de 2000, com o antropólogo José del Val 18 anos mais velho.

## Biografia
Ana Colchero é economista formada pela Universidade Nacional Autônoma do México a (UNAM) e se mudou para Montpellier na França para estudar interpretação. Ela recebeu o seu primeiro papel aos 19 anos de idade, na telenovela "Los años perdidos" da Televisa. Posteriormente ela atuou em "Yo no creo en los hombres", "Destino", "Valeria y Maximiliano" e Corazón salvaje, obtendo um grande sucesso ao lado de Edith González, Ariel López Padilla e do falecido Eduardo Palomo.
No ano de 1995 Ana realizou seu primeiro trabalho como protagonista, na telenovela Alondra,ao lado de Gonzalo Vega, Ernesto Laguardia, Marga López, e Fernando Colunga, entre outros. Também foi uma produção que a levou ao exito e tendo novamente reconhecimento internacional. A atriz se retirou da Televisa, ela surpreendeu o público e a sua emissora, por aceitar o papel estrelar em "Nada personal" primeira telenovela da TV Azteca, rede de televisão tradicionalemte rival da Televisa.
Apesar da boa audiência Ana processou a TV Azteca, por violação de contrato e anos mais tarde ganhou o processo. Proibida de atuar na Televisa, e também tendo problemas na TV Azteca, Ana foi convidada em 1999 para atuar na telenovela do Peru chamada "Isabella". Ela participou em obras de teatro como "Don Juan Tenorio", "La maestra milagrosa" e "Los derechos de la mujer".
Ana se casou em 2000, com o antropólogo José del Val, e depois de filmar dois filmes em 2002  "El columpio del diablo" e "Acosada", ela decidiu parar de atuar e tem dedicado a sua vida e seu dinheiro para apoiar os povos indígenas de Chiapas.
En 2006, Ana fez parte da campanha em protestos pelas mortes em Ciudad Juárez, estado de Chihuahua e foi a organizadora, junto con Ofelia Medina, Carmen Huete e Humberto Robles, do evento "Mujeres sin Miedo: todas somos Atenco" em favor das mulheres agredidas em San Salvador Atenco, uma cidade do México, pelas forças policiais. No mesmo ano acompanhada do escritor José Agustín e doa atores como Gonzalo Vega, Edith González e Alberto Estrella, Ana Colchero escreveu sua primera telenovela intitulada "Entre dos fuegos".

## Telenovelas

### Peru
- Isabella, mujer enamorada (1999) como  Isabella Linares / Mademoiselle Claire Riveau de De Alvear

### TV Azteca
- Nada personal (1996) como  Camila de los Reyes (1996-1997)

### Televisa
- Alondra (1995) como  Alondra Díaz Real
- Corazón salvaje (1993) como  Condessa Aimeé de Altamira de Alcazar y Valle
- Valeria y Maximiliano (1991) como  Susana Landero
- Destino (1989) como  Mónica
- Yo no creo en los hombres (1991) como  Maleny de la Vega
- Los años perdidos (1987)

### Series de Televisão
- La Telaraña
- En plena forma
- Hora Marcada (1986)

### Filmes
- Acosada: De Piel de Víbora (2002)
- El columpio del diablo (2002)
- Las delicias del matrimonio (1994)
- No hay quinto malo (1990)
- Rosa de dos aromas (1989)
- Fiesta de sangre

### Teatro
- La maestra milagrosa
- Don Juan Tenorio
- Los derechos de la Mujer
- Mujeres sin Miedo: Todas somos Atenco

### Livros
- Entre dos fuegos  (2006)